# Сарбулак (Айтекебийский район)
Сарбулак (каз. Сарыбұлақ) — село в Айтекебийском районе Актюбинской области Казахстана. Входит в состав Баскудукского сельского округа. Код КАТО — 153443600.

## Население
В 1999 году население села составляло 336 человек (167 мужчин и 169 женщин). По данным переписи 2009 года, в селе проживали 232 человека (124 мужчины и 108 женщин).